# Исламов, Эркабай
Эркабай Исламов — советский хозяйственный, государственный и политический деятель.

## Биография
Родился 25 сентября 1924 года в Джизаке. Член КПСС с 1946 года.
Участник Великой Отечественной войны. С 1946 года — на хозяйственной, общественной и политической работе. В 1946—1985 гг. — инспектор Хавастского райфинотдела, первый секретарь Хавастского райкома комсомола, секретарь, второй секретарь Баяутского райкома КПУз, председатель Баяутского райисполкома, директор совхоза «Хаваст», секретарь парткома «Голодностепстроя», первый секретарь Ильичёвского, Янгиёрского и Джизакского райкомов партии, председатель Джизакского облисполкома.
Избирался депутатом Верховного Совета Узбекской ССР 8-го, 9-го, 10-го созывов.
В 18-летнем возрасте попал на фронт и прямо в самое пекло Сталинградской битвы, где получил свою первую награду «За оборону Сталинграда» из рук легендарного полководца, дважды героя Советского Союза, маршала СССР В. И. Чуйкова.
Обладатель свыше двадцати орденов и медалей, подполковник запаса.
Умер в 2008 году.

## Семья
Был женат. Жена — Исламова Курбоной (1926 г.р, умерла в 2005 году), сыновья — Исламов Абдурахмон (1948 г.р.), Исламов Абдуазиз (1951 г.р., в 2012 году скончался от сердечного приступа), Исламов Искандар 1955 г.р., умер в 2009-м), дочь — Мамасалиева (Исламова) Наиля.